# Ungarische Badminton-Mannschaftsmeisterschaft 2000
Die Ungarische Badminton-Mannschaftsmeisterschaft 2000 war die 32. Auflage des Teamwettstreits in Ungarn. Es wurde ein Wettbewerb für gemischte Mannschaften ausgetragen. Meister wurde das Team von Debreceni TC-DSI.

## Endstand
| Platz | Mannschaft |
| ----- | --- |
| 1.    | Debreceni TC-DSI (Richárd Bánhidi, Levente Csiszér, Tamás Hódos, Ákos Károlyi, Teofil Tóth, Attila Kaposi, Henrik Tóth, Csilla Fórián, Zita Batár, Kinga Karácsony, Zsuzsa Kovács) |
| 2.    | BEAC |
| 3.    | Rosco SE |
| 4.    | Honvéd Zrínyi SE |